# Xiphohathlia lobata
Xiphohathlia lobata är en skalbaggsart som beskrevs av Stefan von Breuning 1961. Xiphohathlia lobata ingår i släktet Xiphohathlia och familjen långhorningar. Inga underarter finns listade i Catalogue of Life.